# MacOS Ventura
macOS Ventura (версия 13) — девятнадцатый основной выпуск macOS, операционной системы Apple для компьютеров Macintosh. Преемник macOS Monterey, он был анонсирован на WWDC 2022 6 июня 2022 года и запущен 24 октября 2022 года. На смену macOS Ventura пришла macOS Sonoma, которая была выпущена 26 сентября 2023 года.
Он назван в честь города Вентура и является десятым релизом macOS, который носит имя родного штата Калифорния, как принято с выхода OS X Mavericks. Логотип macOS 13 Ventura, официальная графика и стандартные обои напоминают абстрактный калифорнийский мак.
Первая версия для разработчиков была выпущена 6 июня 2022 года, а публичная бета-версия вышла в июле. Финальный релиз состоялся 24 октября 2022 года. macOS Ventura — последняя версия macOS, поддерживающая компьютеры Mac, выпущенная в 2017 году, включая 21,5-дюймовый iMac 2017 года и 12-дюймовый MacBook.

## Нововведения и изменения
macOS Ventura содержит ряд изменений и новых приложений, в том числе:
- Приложение «Погода»
- Приложение «Часы»: отображает время в разных часовых поясах и управляет будильниками, секундомерами и таймерами
- Stage Manager — новый инструмент для организации окон на рабочем столе.
- Улучшения поиска, организации электронной почты и форматирования в «Почте»
- Расширенные результаты поиска и новые способы взаимодействия с ними в Spotlight
- Новая версия Safari, включающая возможность делиться группами вкладок между несколькими людьми и технологию Passkeys для управления учётными записями без паролей
- Обновление приложения «Сообщения», которое позволяет редактировать и удалять сообщения iMessage (в течение 15 минут после отправки), а также помечать сообщения (как iMessage, так и обычные СМС) как непрочитанные
- Handoff (Continuity) для FaceTime: возможность переводить текущий вызов между несколькими устройствами Apple
- Новые функции для видеоконференций, в том числе возможность беспроводного использования iPhone в качестве веб-камеры
- Новый дизайн «Системных настроек», соответствующий аналогичному приложению в iPadOS
- Общая библиотека фотографий в iCloud, которая позволяет нескольким людям (членам семьи в рамках iCloud Family Sharing[англ.]) добавлять, редактировать и удалять фотографии
- Обновленная панель управления Game Center
- Новое приложение Freeform позволяет нескольким пользователям совместно работать в режиме реального времени (аналог маркерной доски) — это приложение не войдет в первую версию macOS Ventura
- Поддержка маршрутов с несколькими остановками в Apple Maps
- Обновленный дизайн для Siri

## Поддерживаемые устройства
macOS Ventura — последний релиз для компьютеров Mac с чипом Apple T1 Security. macOS Ventura официально поддерживает компьютеры Mac с чипами Apple Silicon и Intel Xeon-W и 7-го поколения Kaby Lake или более поздними, и прекращает поддержку компьютеров Mac, выпущенных с 2015 по 2016 год, официально отмечая окончание поддержки Retina MacBook Pro, 2015-2017 MacBook Air, 2014 Mac Mini, 2015 iMac и Mac Pro (2013). MacBook Pro 2016 также официально прекращен, однако технически операционная система может быть установлена и бесперебойно запущена с помощью OpenCore, поскольку присутствуют все необходимые драйверы для системы T1 (драйверы удалены в macOS Sonoma). 21,5-дюймовый iMac 2017 года — единственная поддерживаемая модель стандартной конфигурации без дисплея Retina.
macOS Ventura прекращает поддержку различных компьютеров Mac, выпущенных с 2013 по 2017 год. Система поддерживает следующие модели Mac:
- Модели MacBook, выпущенные в 2017 г.
- Модели MacBook Air, выпущенные в 2018 г. и позже
- Модели MacBook Pro, выпущенные в 2017 г. и позже
- Модели Mac mini, выпущенные в 2018 г. и позже
- Модели iMac, выпущенные в 2017 г. и позже
- Модели iMac Pro, выпущенные в 2017 г. и позже
- Модели Mac Studio, выпущенные в 2022 г.
- Модели Mac Pro, выпущенные в 2019 г. и позже

AirPlay на Mac, постоянно включенный «Привет, Siri», потоковая передача 4K HDR и пространственное аудио поддерживаются не на всех моделях. Офлайн-диктовка, Live Captions, портретный режим в FaceTime и «Режим эталона» (который позволяет пользователям использовать iPad в качестве дополнительного эталонного монитора ) работают только на компьютерах Mac на базе процессора Apple Silicon.

### Неофициальная поддержка старых моделей (снятое с производства оборудование)
Используя инструменты исправления, macOS Ventura может быть неофициально установлена на более ранних моделях, которые официально не поддерживаются, таких как MacBook Air 2017 года и MacBook Pro 2015 года. Используя эти методы, можно установить macOS Ventura на модели начиная с MacBook Pro 2008 года или iMac 2007 года (после обновления процессора Penryn).

## Критика
Пользователи и эксперты давали смешанные оценки операционной системе macOS Ventura. По мнению сайта Ars Technica, новые функции macOS Ventura в основном повторяют возможности iPhone и iPad. Одно из системных приложений переписано с нуля, чтобы соответствовать аналогу для iOS, а новые приложения и обновления старых всё чаще представляют собой приложения для iPad, работающие внутри окон macOS. Сайт AppleInsider отмечал, что, несмотря на некоторые недостатки, macOS Ventura — это сильное обновление, которое делает macOS Monterey устаревшей. Среди плюсов системы называли Desk View, использование iPhone в качестве камеры, приложения для часов и погоды, автоматическое удаление фона фотографий и другие.
Сайт Six Colors писал, что macOS Ventura предлагает как улучшения качества жизни, так и новые функции. Среди положительных моментов называли iCloud Shared Photo Library, Continuity Camera, улучшения в Mail и Safari. Однако некоторые элементы системы, например новое приложение System Settings и Stage Manager, описывались как находящиеся в процессе разработки. Некоторые пользователи, в свою очередь, отмечали, что система сырая и недоработанная, и не рекомендовали её к использованию. Среди проблем называли лаги, плохую оптимизацию под Intel, проблемы с некоторыми приложениями.

## История версий
|  | Предыдущий выпуск |  | Последний выпуск |  | Последняя версия для разработчиков |

| Версия             | Номер сборки | Дата выхода                    | Примечания к выпуску                |
| ------------------ | ------------ | ------------------------------ | ----------------------------------- |
| 13.0 Beta 1        | 22A5266r     | 6 июня 2022                    |                                     |
| 13.0 Beta 2        | 22A5286j     | 22 июня 2022                   |                                     |
| 13.0 Beta 3        | 22A5295h     | 6 июля 2022                    |                                     |
| 13.0 Beta 3 Update | 22A5295i     | 11 июля 2022                   | Первая публичная бета-версия        |
| 13.0 Beta 4        | 22A5311f     | 27 июля 2022                   |                                     |
| 13.0 Beta 5        | 22A5321d     | 8 августа 2022                 |                                     |
| 13.0 Beta 6        | 22A5331f     | 25 августа 2022                |                                     |
| 13.0 Beta 7        | 22A5342f     | 9 сентября 2022                |                                     |
| 13.0 Beta 8        | 22A5352e     | 20 сентября 2022               |                                     |
| 13.0 Beta 9        | 21A5543b     | 27 сентября 2022               |                                     |
| 13.0 Beta 10       | 22A5365d     | 4 октября 2022                 |                                     |
| 13.0 Beta 11       | 22A5373b     | 11 октября 2022                |                                     |
| 13.0 RC            | 22A379       | 18 октября 2022                |                                     |
| 13.0 RC 2          | 22A380       | 20 октября 2022                | macOS 13 Ventura Release Notes      |
| 13.0               | 22A380       | 24 октября 2022                | News and Updates macOS 13 (22A380)  |
| 13.1               | 22C65        | 13 декабря 2022                | News and Updates macOS 13.1 (22C65) |
| 13.2               | 22D49        | 23 января 2023                 | macOS 13.2 Ventura Release Notes    |
| 13.2.1             | 22D68        | 13 февраля 2023                | macOS 13.2.1 Ventura                |
| macOS 13.3         | 22E252       | 27 марта 2023                  | macOS 13.3 Ventura                  |
| macOS 13.3.1       | 22E261       | 7 апреля 2023                  | macOS 13.3.1 Ventura                |
| masOS 13.5         |              | 24 июля 2023; 12 месяцев назад |                                     |
| 13.5 Beta 1        | 22G5027e     | 19 мая 2023                    |                                     |
| 13.5 Beta 2        | 22G5038d     | 31 мая 2023                    |                                     |